# Epimecinus
Epimecinus là một chi nhện trong họ Desidae.